# Northrop F-89 Scorpion
Northrop F-89 Scorpion – amerykański ciężki odrzutowy samolot myśliwski, mogący działać niezależnie od warunków pogodowych, opracowany przez przedsiębiorstwo Northrop.
Skonstruowany jako bezpośredni następca ciężkiego nocnego samolotu myśliwskiego z II wojny światowej P-61 Black Widow. W USAF służył od 1951 do 1957 roku, później samoloty zostały przekazane jednostkom gwardii narodowej i zastąpione przez Convair F-102 Delta Dagger. W Air National Guard samolot służył do 1968 roku.

## Historia
Prototyp oznaczony jako „Projekt N-24” wytwórnia Northrop opracowała w rekordowym czasie, niewiele przekraczającym dwa lata. Pierwszy lot miał miejsce 16 sierpnia 1948 roku. 

## Konstrukcja
Dwumiejscowy, dwusilnikowy, wolnonośny średniopłat konstrukcji całkowicie metalowej. Kadłub o konstrukcji półskorupowej. Kabina załogi ciśnieniowa, skonstruowana w układzie tandem. Załoga składała się z pilota i operatora radaru. Samolot posiadał prosty płat o obrysie trapezu. Usterzenie było klasyczne, wolnonośne. podwozie chowane w kadłubie i skrzydłach.

## Wersje
- N-24 – prototyp
- F-89A – pierwsza wersja produkcyjna, wyprodukowano zaledwie 48 egz.
- F-89B – zmodernizowana wersja wyposażona w układ lądowania ILS i autopilota, wyprodukowano 30 egz.
- F-89C – wersja ze zmodernizowanymi silnikami i awioniką, wyprodukowano 150 egz.
- F-89D – najbardziej rozpowszechniona wersja, zdemontowano działka i zastąpiono je niekierowanymi pociskami rakietowymi zamontowanymi w przedniej części gondoli na końcach skrzydeł, wyprodukowano 682 egz.
- F-89E i F – nigdy produkowane seryjnie wersje z nowymi silnikami
- F-89G – wersja z nowym systemem kontroli ognia Hughes MA-1 oraz nowymi rakietami powietrze – powietrze GAR-1/GAR-2 Falcon
- F-89H – dalsza modernizacja systemu kontroli ognia i zwiększenie liczby przenoszonych rakiet Falcon
- F-89J – w tej wersji zrezygnowano z uzbrojenia w gondolach na końcach skrzydeł, zamiast tego samolot przenosił 2 nuklearne pociski powietrze-powietrze Douglas MB-1 Genie